# Château de Guilleragues
Le château de Guilleragues est une demeure médiévale située sur la commune de Saint-Sulpice-de-Guilleragues, dans le département de la Gironde, en France.

## Localisation
Le château est situé au sud du bourg de Saint-Sulpice, à quelque 250 mètres de la route qui mène, vers le sud-ouest, à Sainte-Gemme.

## Historique
Le château, originellement construit au XIVe siècle, fut agrandi au XVIe siècle avec deux ailes symétriques. Il fut la propriété, au  XVIIe siècle, de Gabriel Joseph de Lavergne, comte de Guilleragues (1628-1685), diplomate, journaliste et écrivain, auteur des Lettres portugaises.

L'édifice a été inscrit au titre des monuments historiques en deux fois, la première par arrêté du 12 avril 1954 pour son portail et sa façade nord, la seconde par arrêté du 23 janvier 1995 pour la totalité du château.